# Чжу Ді
Чжу Ді (кит.: 朱棣; піньїнь: Zhu Di), храмове ім'я Тайцзун (кит.: 太宗; піньїнь: Tàizōng; 2 травня 1360 —12 серпня 1424) — третій імператор династії Мін. Девіз правління Юнле («Вічне щастя», інший варіант перекладу «Довга радість»).

## Життєпис

### Молоді роки
Народився 2 травня 1360 року у Нанкіні (тоді звався Інтянь) у родині тоді ще лідера одного з повстанців Чжу Юаньчжана. Після перемоги останнього та встановлення у Китаї влади династії Мін, у 1370 році Чжу Ді отримує титул князя Янь. Його ставкою стає м. Даду. Батько доручає синові охорону північних кордонів держави від нападів монголів. Успіхи Чжу Ді у боротьбі із ворогом чергувалися із невдачами. Тому Чжу Юаньчжан не завжди доручав синові великі військові кампанії. Тим не менш Чжу Ді зумів здобути значний вплив у державі. При вивченні військових справ Чжу Ді не забував й про засвоєнная класичних текстів.
Із вступом на трон у 1398 році нового імператора Чжу Юньвеня — небожа Чжу Ді, внутрішня ситуація стала більш нестабільною. Новий імператор вирішив ліквідувати великі володіння членів своєї родини. В результаті розпочалася громадянська війна, що отримала назву «війна Цзіннань». Віришивши скористатися ситуацією у конфлікт у 1399 році втрутився Чжу Ді. Він зрештою переміг своїх ворогів. У 1402 році захопив столицю Нанкін. Законний імператор «пропав» — за однією версією, був убитий (або ж покінчив життя самогубством), за іншою — сховався в буддійському монастирі і прожив у невідомості ще не один десяток років. Чжу вбив старшого сина Чжу Юньвеня, а іншого запроторив до в'язниці, з якої той вийшов на волю у 54 роки.

### Правління
У підсумки 17 липня 1402 року Чжу Ді оголошено новим імператором під девізом Юнле. Спочатку новим володар знищив усіх прихильників залиблого імператора — тільки чиновників було страчено близько 10 тисяч осіб. Для закріплення на «завойованому» престолі спирався на армію - всіляко нагороджував офіцерів і солдатів, а своїх воєначальників розставив по країні як військових намісників. Але вже незабаром, після 1405 року, в країні відновилася колишня, достатньо досконала для свого часу система адміністративного управління, ключові позиції в якій посіли ставленики нового імператора. Все більший вплив при Чжу Ді набуває державний секретаріат, що отримав назву «Внутрипалацовий кабінет» (Нейге), палацові «нагляди» (си) і служба розшуку (Східний склад), якоюсь мірою дублююча ординарні урядові структури і, тим самим, що обмежувала їх самостійність. 
Іншим завданням Східного складу була боротьба із корупцією. При цьому за Чжу Ді почалося формування спадкової аристократії нового типу (значну частину складали родини роду Чжу). 
У 1415 році проведено реконструкцію Великого каналу. Побудовано 3 тисячі пласкодонних барж для транспортування товарів. З метою зміцнення влади нового імператора і його оточення було перенесено «головну» столицю з Нанкіна до Даду (який перейменовано на Пекін) у 1421 році. Займався розбудовою нової столиці, було побудовано Заборонене місто. Для покращення життя нижчих верств населення було заборонено другорядні роботи, зменшено видобуток золота та срібла, наказано більше уваги приділяти забезпеченню населення харчами. 
Після зміцнення внутрішнього становища іншою турботою Чжу Ді стало позбавлення небезпеки з боку кочових племен, набуття імперського статусу у Східній та Південно-Східній Азії. Тільки у 1403 році було відправлено 4 посольства до Сіаму (сучасний Таїланд), 3 — до Яви, 2 до держави Чампа (південна частина сучасного В'єтнаму). У 1404 році відбулося посольство до Японії, яке відновило політичні та економічні відносини між країнами. Чжу Ді намагався налагодити також стосунки з державою Тамерлана, але марно. Лише смерть останнього у 1405 року вберегла Китай від азійського вторгнення. Після цього для посилення впливу Китаю вирішив організувати морські експедиції в Південну Азію, Аравю та східну Африку з огляду на те, що шлях суходолом було перекрито Персією та сусідніми з нею державами, де правили ворожі династії Мін Тимуриди. З 1405 до 1422 року за наказом Чжу Ді було організовано 7 великих експедицій на чолі із імператорським євнухом Чжен Хе, який подорожував до Індостану, Аравійського півострова та східного узбережжя Африки.

Походи Чжу Ді проти монголів

У 1406 році Чжу Ді розпочав військову кампанію проти держави Дайв'єт. Незабаром уся територія сучасного північного В'єтнаму була захоплена. У цій кампанії Китай отримав підтримку з боку держави Чампа. З 1409 до 1423 року здійснив 5 похдів проти монгольських племен, остаточно знищивши державу юань. Результатом їх було часткове підкорення східної Монголії, сучасних Маньчжурії, Примор'я та Усурійського краю. Втім наприкінці життя у зовнішній політиці Чжу Ді почалися невдачі. У 1418 році повстали в'єтнамці. Монголи виявилися підкореними лише частково. Тому у 1424 році Чжу Ді розпочав 6 військову кампанію проти монголів. Вона виявилася вдалою, проте на зворотньому шляху імператор помер 12 серпня цього ж року. За деякими відомостями його смерть прискорило вживання даоських еліксирів, куди входили миш'як, свинець. Владу успадкував син Чжу Ді — Чжу Гаочі.

## Культура та мистецтво
Чжу Ді сприяв розвитку літератури, історії, філософії. За наказом Чжу Ді було переписано історію правлячих династій Китаю. Також було підготовлено й видано так званну «Енциклопедію Юнле». До проекту долучалися тисячі вчених, енциклопедія нараховувала близько 23 000 цзюянів—сувоїв, які поділялися на 11 тисяч томів, і висвітлювали 8 000 статей. Китайські філософи за підтримки імператора склали «Велику збірку філософії людської природи».

## Літературна діяльність
Окрім сприянню відродження китайської культуру, Чжу Ді сам полюбляв складати вірші. Найбільш відомим його твором є «Палацова поема, присвячена наложниці Тянь-фей». Також імператор був автором повчального трактату, в якому надавав опис етичних норм для діяльності імператора та його підлеглих. Призначався він для наступних володарім імперії.

## Родина

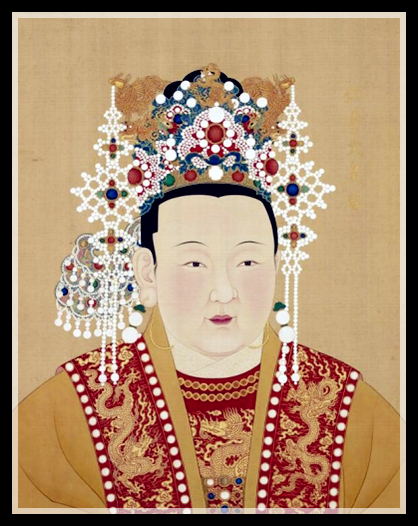
Сюй Їхуа

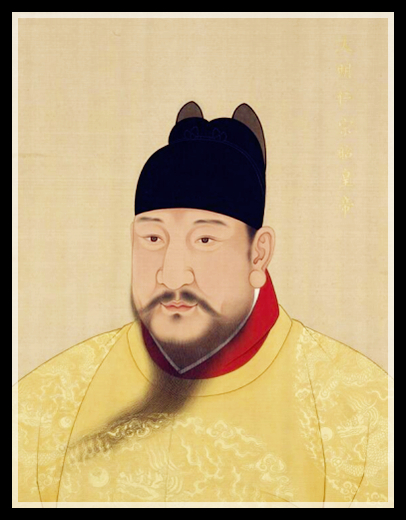
Чжу Гаочі

- Дружина Сюй Їхуа (1362–1407)
- Наложниці:
  - Ван
  - Чжан
  - Цюань
  - Юй
  - У
  - Чень
  - Цюй
  - Ян
  - Ван
  - Цінь
  - Хань
  - Лон
  - Чжао
  - Лю
  - Лі
  - Го
  - Чжан
  - Їм
  - Лі
  - Жуєо
  - Чой
  - Ван
  - Лу
  - Чжуанхуей
- Діти:
  - Сини
    - Чжу Гаочі (1378–1425)
    - Чжу Гаосюй (1380–1426)
    - Чжу Гаосуй (1383–1431)
    - Чжу Гаосі (1392)

  - Дочки:
    - Юнань (1377—1417)
    - Юнпін (1379—1444)
    - Аньчен (1384—1443)
    - Сіаньнін (1385—1440)
    - Чаннін (1386—1409)